# Football Club des Girondins de Bordeaux 2017-2018
Questa voce raccoglie le informazioni riguardanti il Football Club des Girondins de Bordeaux nelle competizioni ufficiali della stagione 2017-2018.

## Maglie e sponsor
| Casa | Trasferta | Terza maglia |

## Organigramma societario
Area direttiva
- Presidente: Jean-Louis Triaud
- Amministratore delegato: Catherine Steva
- Direttore generale: Alain Deveseleer
- Direttore generale aggiunto: Vincent Repoux

Area organizzativa
- Segretario generale: David Lafarge
- Direttore dell'organizzazione e della sicurezza: David Lafarge

Area comunicazione
- Responsabile: Aurélie Carrey

Area tecnica
- Direttore sportivo: Jérôme Bonnissel
- Responsabile reclutamento professionale e supervisore: Jérôme Bonnissel
- Direttore centro di formazione: Patrick Battiston
- Responsabile reclutamento giovani: Phillipe Goubet
- Allenatore: Jocelyn Gourvennec
- Allenatore in seconda: Eric Blahic
- Collaboratore tecnico: Ulrich Ramé
- Preparatore dei portieri: Franck Mantaux

Area sanitaria
- Medico sociale: François-Xavier Brochet
- Massaggiatori: David Das Neves, Alexandre Renoux, Jacques Thébault

## Rosa
| N. |                      | Ruolo | Calciatore                 |
| -- | -------------------- | ----- | -------------------------- |
| 1  | Francia (bandiera)   | P     | Benoît Costil              |
| 2  | Serbia (bandiera)    | D     | Milan Gajić                |
| 3  | Germania (bandiera)  | D     | Diego Contento             |
| 4  | Serbia (bandiera)    | D     | Vukašin Jovanović          |
| 5  | Brasile (bandiera)   | C     | Otávio                     |
| 6  | Polonia (bandiera)   | D     | Igor Lewczuk               |
| 7  | Brasile (bandiera)   | A     | Malcom                     |
| 8  | Uruguay (bandiera)   | C     | Mauro Arambarri            |
| 8  | Francia (bandiera)   | D     | Paul Baysse                |
| 9  | Danimarca (bandiera) | A     | Martin Braithwaite         |
| 10 | Francia (bandiera)   | A     | Thomas Touré               |
| 10 | Francia (bandiera)   | C     | Soualiho Meïté             |
| 11 | Mali (bandiera)      | A     | François Kamano            |
| 12 | Francia (bandiera)   | A     | Nicolas de Préville        |
| 13 | Senegal (bandiera)   | C     | Younousse Sankharé         |
| 14 | Francia (bandiera)   | C     | Jérémy Toulalan (capitano) |
| 15 | Francia (bandiera)   | A     | Alexandre Mendy            |
| 16 | Francia (bandiera)   | P     | Gaëtan Poussin             |
| 17 | Brasile (bandiera)   | C     | Matheus Pereira            |

| N. |                      | Ruolo | Calciatore      |
| -- | -------------------- | ----- | --------------- |
| 18 | Rep. Ceca (bandiera) | C     | Jaroslav Plašil |
| 19 | Danimarca (bandiera) | C     | Lukas Lerager   |
| 20 | Francia (bandiera)   | D     | Youssouf Sabaly |
| 21 | Francia (bandiera)   | D     | Théo Pellenard  |
| 22 | Brasile (bandiera)   | C     | Cafù            |
| 23 | Argentina (bandiera) | C     | Valentín Vada   |
| 24 | Francia (bandiera)   | A     | Gaëtan Laborde  |
| 25 | Brasile (bandiera)   | D     | Pablo           |
| 26 | Francia (bandiera)   | D     | Olivier Verdon  |
| 28 | Argentina (bandiera) | D     | Daniel Mancini  |
| 29 | Francia (bandiera)   | D     | Maxime Poundjé  |
| 30 | Francia (bandiera)   | P     | Jérôme Prior    |
| 31 | Francia (bandiera)   | D     | Jules Koundé    |
| 32 | Francia (bandiera)   | P     | Zaydou Youssouf |
| 33 | Francia (bandiera)   | A     | Ervin Taha      |
| 34 | Gabon (bandiera)     | D     | Aaron Boupendza |
| 36 | Francia (bandiera)   | D     | Thomas Carrique |
| 40 | Francia (bandiera)   | P     | Over Mandanda   |

## Calciomercato

### Sessione estiva(dal 09/06 al 31/08)
| Acquisti | Acquisti            | Acquisti      | Acquisti                   |
| R.       | Nome                | da            | Modalità                   |
| -------- | ------------------- | ------------- | -------------------------- |
| P        | Benoît Costil       |               | svincolato                 |
| D        | Frédéric Guilbert   | Caen          | fine prestito              |
| D        | Vukašin Jovanović   | Zenit         | definitivo (3 milioni €)   |
| D        | Théo Pellenard      | Paris FC      | fine prestito              |
| D        | Youssouf Sabaly     | PSG           | definitivo (4 milioni €)   |
| D        | Cédric Yamberé      | APOEL         | fine prestito              |
| C        | Cafù                | Ludogorets    | definitivo (7,5 milioni €) |
| C        | Lukas Lerager       | Zulte Waregem | definitivo (3,5 milioni €) |
| C        | Otávio              | Porto         | definitivo (5 milioni €)   |
| C        | Matheus Pereira     | Juventus      | prestito                   |
| C        | Kévin Soni          | Pau           | fine prestito              |
| A        | Enzo Crivelli       | Bastia        | fine prestito              |
| A        | Nicolas de Préville | Lilla         | definitivo (8 milioni €)   |
| A        | Alexandre Mendy     | Guingamp      | definitivo (600.000 €)     |

| Cessioni         | Cessioni              | Cessioni      | Cessioni                          |
| R.               | Nome                  | a             | Modalità                          |
| ---------------- | --------------------- | ------------- | --------------------------------- |
| P                | Paul Bernardoni       | Clermont Foot | prestito                          |
| P                | Cédric Carrasso       |               | svincolato                        |
| D                | Aaron Boupendza       | Pau           | prestito                          |
| D                | Frédéric Guilbert     | Caen          | definitivo (1,5 milioni €)        |
| D                | Vukašin Jovanović     | Zenit         | fine prestito                     |
| D                | Daniel Mancini        | Tours         | prestito                          |
| D                | Pablo                 | Corinthians   | riscatto cartellino (3 milioni €) |
| D                | Nicolas Pallois       | Nantes        | definitivo (2 milioni €)          |
| D                | Youssouf Sabaly       | PSG           | fine prestito                     |
| D                | Abdou Traoré          |               | svincolato                        |
| D                | Cédric Yamberé        | Digione       | definitivo (500.000 €)            |
| C                | Mauro Arambarri       | Boston River  | svincolato                        |
| C                | Younès Kaabouni       |               | svincolato                        |
| C                | Isaac Kiese Thelin    | Anderlecht    | riscatto cartellino               |
| C                | Nicolas Maurice-Belay |               | svincolato                        |
| C                | Adam Ounas            | Napoli        | definitivo (10 milioni €)         |
| C                | Kévin Soni            |               | svincolato                        |
| A                | Enzo Crivelli         | Angers        | definitivo (4 milioni €)          |
| A                | Jérémy Ménez          | Antalyaspor   | definitivo (1,5 milioni €)        |
| A                | Diego Rolán           | Malaga        | prestito                          |
| A                | Jorris Romil          |               | svincolato                        |
| A                | Thomas Touré          | Angers        | definitivo                        |
| Altre operazioni |                       |               |                                   |
| R.               | Nome                  | a             | Modalità                          |
| P                | Alexandre Brucato     |               | svincolato                        |
| D                | Hervé Mombela         |               | svincolato                        |
| C                | Albert Makiadi        |               | svincolato                        |
| A                | Sofian Valla          |               | svincolato                        |
| A                | Kévin Zinga           |               | svincolato                        |

### Sessione invernale(dal 01/01 al 31/01)
| Acquisti | Acquisti           | Acquisti      | Acquisti      |
| R.       | Nome               | da            | Modalità      |
| -------- | ------------------ | ------------- | ------------- |
| D        | Paul Baysse        | Málaga        | prestito      |
| D        | Pablo              | Corinthians   | fine prestito |
| C        | Soualiho Meïté     | Monaco        | prestito      |
| A        | Martin Braithwaite | Middlesbrough | prestito      |

| Cessioni | Cessioni        | Cessioni | Cessioni   |
| R.       | Nome            | a        | Modalità   |
| -------- | --------------- | -------- | ---------- |
| C        | Jérémy Toulalan |          | svincolato |

## Risultati

### Ligue 1

#### Girone di andata
| Arbitro: | Desiage |

|                           |           |                        |
| Fulgini 11’ Guillaume 88’ | Marcatori | 27’ Sankharé 52’ Mendy |

| Arbitro: | Lesage |

|                       |           |  |
| Vada 44’ Sankharé 64’ | Marcatori |  |

| Arbitro: | Turpin |

|                               |           |                               |
| Fekir 10’ Tete 22’ Traoré 75’ | Marcatori | 41’, 90+1’ Malcom 88’ Lerager |

| Arbitro: | Chapron |

|                         |           |             |
| Kamano 10’ Sankharé 48’ | Marcatori | 52’ Darbion |

| Villeneuve d'Ascq 8 settembre 2017, ore 19:00 CEST 5ª giornata | Lilla    | 0 – 0 referto | Bordeaux | Stade Pierre-Mauroy (27.464 spett.)\| Arbitro: \| Letexier \| |
| Arbitro:                                                       | Letexier |               |          |                                                               |

| Arbitro: | Turpin |

|  |           |            |
|  | Marcatori | 69’ Malcom |

| Arbitro: | Bastien |

|                                 |           |             |
| Kamano 31’ Mendy 76’ Cafù 90+2’ | Marcatori | 46’ Salibur |

| Arbitro: | Letexier |

|                                                                     |           |                                |
| Neymar 5’, 40’ (rig.) Cavani 12’ Meunier 21’ Draxler 45’ Mbappé 58’ | Marcatori | 31’ Sankharé 90’ (rig.) Malcom |

| Arbitro: | Abed |

|            |           |                |
| Malcom 47’ | Marcatori | 45+2’ Nakoulma |

| Arbitro: | Desiage |

|            |           |  |
| Ngosso 63’ | Marcatori |  |

| Arbitro: | Gautier |

|  |           |                     |
|  | Marcatori | 57’ Keita 65’ Lemar |

| Arbitro: | Buquet |

|                     |           |  |
| Toulalan 11’ (aut.) | Marcatori |  |

| Arbitro: | Millot |

|                |           |              |
| de Préville 3’ | Marcatori | 90+5’ Sanson |

| Arbitro: | Abed |

|             |           |  |
| Santini 23’ | Marcatori |  |

| Arbitro: | Lesage |

|                          |           |  |
| Mendy 5’, 57’ Malcom 31’ | Marcatori |  |

| Arbitro: | Bastien |

|                                  |           |                     |
| Yamberé 34’ Jeannot 52’ Saïd 86’ | Marcatori | 13’ Cafù 36’ Malcom |

| Arbitro: | Brisard |

|  |           |                                    |
|  | Marcatori | 2’ Bahoken 38’ Liénard 64’ Terrier |

| Arbitro: | Buquet |

|               |           |  |
| Balotelli 36’ | Marcatori |  |

| Arbitro: | Desiage |

|  |           |                      |
|  | Marcatori | 71’ Ikoné 90’ Mbenza |

#### Girone di ritorno
| Arbitro: | Brisard |

|  |           |             |
|  | Marcatori | 15’ Laborde |

| Arbitro: | Jochem |

|  |           |                                  |
|  | Marcatori | 89’ (rig.) Santini 90+4’ Rodelin |

| Arbitro: | Hamel |

|  |           |                 |
|  | Marcatori | 26’ de Préville |

| Arbitro: | Letexier |

|                                                        |           |             |
| de Préville 22’ Malcom 27’ (rig.) Laborde 45+2’ (rig.) | Marcatori | 44’ Marcelo |

| Arbitro: | Brisard |

|  |           |                         |
|  | Marcatori | 4’ Sankharé 53’ Laborde |

| Arbitro: | Bastien |

|                                   |           |                        |
| Koundé 33’ Lerager 40’ Kamano 77’ | Marcatori | 78’ Mendoza 89’ Kakuta |

| Arbitro: | Lesage |

|             |           |  |
| Thauvin 35’ | Marcatori |  |

| Bordeaux 25 febbraio 2018, ore 15:00 CET 27ª giornata | Bordeaux  | 0 – 0 referto | Nizza | Stade Matmut-Atlantique (23.027 spett.)\| Arbitro: \| Schneider \| |
| Arbitro:                                              | Schneider |               |       |                                                                    |

| Arbitro: | Buquet |

|                       |           |          |
| Jovetić 45’ Lopes 69’ | Marcatori | 32’ Vada |

| Bordeaux 10 marzo 2018, ore 20:00 CET 29ª giornata | Bordeaux | 0 – 0 referto | Angers | Stade Matmut-Atlantique (17.194 spett.)\| Arbitro: \| Hamel \| |
| Arbitro:                                           | Hamel    |               |        |                                                                |

| Arbitro: | Lesage |

|  |           |                       |
|  | Marcatori | 49’ Sarr 86’ Gourcuff |

| Arbitro: | Moreira |

|                        |           |            |
| Grenier 55’ Diallo 59’ | Marcatori | 80’ Malcom |

| Arbitro: | Leonard |

|                 |           |             |
| Kamano 42’, 45’ | Marcatori | 14’ Mothiba |

| Arbitro: | Abed |

|            |           |                                     |
| Skhiri 88’ | Marcatori | 9’ Braithwaite 49’ Kamano 79’ Meïté |

| Arbitro: | Gautier |

|        |           |              |
| 41.290 | Marcatori | 77’ Lo Celso |

| Arbitro: | Hamel |

|                                                  |           |                  |
| Sankharé 26’ Kamano 72’ (rig.) Rosier 80’ (aut.) | Marcatori | 54’ (rig.) Sliti |

| Arbitro: | Moreira |

|                    |           |                                      |
| Cabella 28’ (rig.) | Marcatori | 29’ Sankharé 36’ Kounde 90+5’ Malcom |

| Arbitro: | Buquet |

|                                             |           |                    |
| Braithwaite 39’, 50’ Lerager 74’ Malcom 78’ | Marcatori | 30’ Sylla 89’ Diop |

| Arbitro: | Ben El Hadj |

|  |           |                                                       |
|  | Marcatori | 11’ Braithwaite 17’ Malcom 44’ Kamano 78’ de Preville |

### Coupe de France

#### Fase a eliminazione diretta
| Arbitro: | Leonard |

|                              |           |              |
| Martinet 90+4’ Douniama 103’ | Marcatori | 37’ Sankharé |

### Coupe de la Ligue

#### Fase a eliminazione diretta
| Arbitro: | Gautier |

|                                |           |  |
| Gradel 36’ (rig.) Toivonen 53’ | Marcatori |  |

### Europa League

#### Turni preliminari
| Arbitro: | Frankowski |

|                   |           |              |
| Sankharé 18’, 33’ | Marcatori | 23’ Šćepović |

| Arbitro: | Dingert |

|               |           |  |
| Stopira 45+5’ | Marcatori |  |

## Statistiche

### Statistiche di squadra
| Competizione      | Punti | In casa | In casa | In casa | In casa | In casa | In casa | In trasferta | In trasferta | In trasferta | In trasferta | In trasferta | In trasferta | Totale | Totale | Totale | Totale | Totale | Totale | DR |
| Competizione      | Punti | G       | V       | N       | P       | Gf      | Gs      | G            | V            | N            | P            | Gf           | Gs           | G      | V      | N      | P      | Gf     | Gs     | DR |
| ----------------- | ----- | ------- | ------- | ------- | ------- | ------- | ------- | ------------ | ------------ | ------------ | ------------ | ------------ | ------------ | ------ | ------ | ------ | ------ | ------ | ------ | -- |
| Ligue 1           | 55    | 19      | 9       | 4       | 6       | 27      | 23      | 19           | 7            | 3            | 9            | 26           | 25           | 38     | 16     | 7      | 15     | 53     | 48     | +5 |
| Coupe de France   | -     | -       | -       | -       | -       | -       | -       | 1            | 0            | 0            | 1            | 1            | 2            | 1      | 0      | 0      | 1      | 1      | 2      | -1 |
| Coupe de la Ligue | -     | -       | -       | -       | -       | -       | -       | 1            | 0            | 0            | 1            | 0            | 2            | 1      | 0      | 0      | 1      | 0      | 2      | -2 |
| Europa League     | -     | 1       | 1       | 0       | 0       | 2       | 1       | 1            | 0            | 0            | 1            | 0            | 1            | 2      | 1      | 0      | 1      | 2      | 2      | 0  |
| Totale            | -     | 20      | 10      | 4       | 6       | 29      | 24      | 22           | 7            | 3            | 12           | 27           | 30           | 42     | 17     | 7      | 18     | 56     | 54     | +2 |

### Andamento in campionato
| Giornata  | 1 | 2 | 3 | 4 | 5 | 6 | 7 | 8 | 9 | 10 | 11 | 12 | 13 | 14 | 15 | 16 | 17 | 18 | 19 | 20 | 21 | 22 | 23 | 24 | 25 | 26 | 27 | 28 | 29 | 30 | 31 | 32 | 33 | 34 | 35 | 36 | 37 | 38 |
| --------- | - | - | - | - | - | - | - | - | - | -- | -- | -- | -- | -- | -- | -- | -- | -- | -- | -- | -- | -- | -- | -- | -- | -- | -- | -- | -- | -- | -- | -- | -- | -- | -- | -- | -- | -- |
| Luogo     | T | C | T | C | T | T | C | T | C | T  | C  | T  | C  | T  | C  | T  | C  | T  | C  | T  | C  | T  | C  | T  | C  | T  | C  | T  | C  | C  | T  | C  | T  | C  | C  | T  | C  | T  |
| Risultato | N | V | N | V | N | V | V | P | N | P  | P  | P  | N  | P  | V  | P  | P  | P  | P  | V  | P  | V  | V  | N  | V  | P  | N  | P  | N  | P  | P  | V  | V  | P  | V  | V  | V  | V  |
| Posizione | 9 | 6 | 6 | 5 | 5 | 4 | 3 | 6 | 7 | 7  | 8  | 9  | 9  | 13 | 10 | 11 | 14 | 15 | 15 | 13 | 13 | 12 | 9  | 8  | 7  | 8  | 8  | 9  | 9  | 11 | 12 | 12 | 10 | 11 | 9  | 9  | 7  | 6  |

Fonte:  Classements, su lfp.fr, LFP.
Legenda:

Luogo: C = Casa; T = Trasferta. Risultato: V = Vittoria; N = Pareggio; P = Sconfitta.

### Statistiche dei giocatori
| Giocatore      | Ligue 1  | Ligue 1 | Ligue 1     | Ligue 1    | Coupe de France Coupe de la Ligue | Coupe de France Coupe de la Ligue | Coupe de France Coupe de la Ligue | Coupe de France Coupe de la Ligue | Europa League | Europa League | Europa League | Europa League | Totale   | Totale | Totale      | Totale     |
| Giocatore      | Presenze | Reti    | Ammonizioni | Espulsioni | Presenze                          | Reti                              | Ammonizioni                       | Espulsioni                        | Presenze      | Reti          | Ammonizioni   | Espulsioni    | Presenze | Reti   | Ammonizioni | Espulsioni |
| -------------- | -------- | ------- | ----------- | ---------- | --------------------------------- | --------------------------------- | --------------------------------- | --------------------------------- | ------------- | ------------- | ------------- | ------------- | -------- | ------ | ----------- | ---------- |
| M. Arambarri   | -        | -       | -           | -          | -                                 | -                                 | -                                 | -                                 | 1             | 0             | 1             | 0             | 1        | 0      | 1           | 0          |
| P. Baysse      | 8        | 0       | 0           | 1          | -                                 | -                                 | -                                 | -                                 | -             | -             | -             | -             | 8        | 0      | 0           | 1          |
| A. Boupendza   | -        | -       | -           | -          | -                                 | -                                 | -                                 | -                                 | 0             | 0             | 0             | 0             | 0        | 0      | 0           | 0          |
| M. Braithwaite | 13       | 4       | 3           | 0          | -                                 | -                                 | -                                 | -                                 | -             | -             | -             | -             | 13       | 4      | 3           | 0          |
| Cafù           | 19       | 2       | 1           | 0          | 0+1                               | 0                                 | 0                                 | 0                                 | -             | -             | -             | -             | 20       | 2      | 1           | 0          |
| T. Carrique    | 1        | 0       | 0           | 0          | 1+0                               | 0                                 | 0                                 | 1+0                               | -             | -             | -             | -             | 2        | 0      | 0           | 1          |
| D. Contento    | 3        | 0       | 0           | 0          | -                                 | -                                 | -                                 | -                                 | 2             | 0             | 0             | 0             | 5        | 0      | 0           | 0          |
| B. Costil      | 36       | -46     | 1           | 0          | 1                                 | -2                                | 0                                 | 0                                 | 2             | -2            | 0             | 0             | 39       | -50    | 1           | 0          |
| N. de Préville | 29       | 3       | 6           | 0          | 1+1                               | 0                                 | 0+1                               | 0                                 | -             | -             | -             | -             | 31       | 3      | 7           | 0          |
| M. Gajić       | 4        | 0       | 0           | 0          | -                                 | -                                 | -                                 | -                                 | 1             | 0             | 0             | 0             | 5        | 0      | 0           | 0          |
| V. Jovanović   | 16       | 0       | 5           | 0          | 0                                 | 0                                 | 0                                 | 0                                 | 0             | 0             | 0             | 0             | 16       | 0      | 5           | 0          |
| F. Kamano      | 35       | 8       | 4           | 0          | 1+1                               | 0                                 | 0                                 | 0                                 | 2             | 0             | 1             | 0             | 39       | 8      | 5           | 0          |
| J. Koundé      | 17       | 2       | 1           | 0          | 1+0                               | 0                                 | 0                                 | 0                                 | -             | -             | -             | -             | 18       | 2      | 1           | 0          |
| G. Laborde     | 20       | 4       | 1           | 0          | -                                 | -                                 | -                                 | -                                 | 2             | 0             | 0             | 0             | 22       | 4      | 1           | 0          |
| L. Lerager     | 37       | 3       | 8           | 0          | 1+1                               | 0                                 | 1+0                               | 0                                 | 1             | 0             | 0             | 0             | 40       | 3      | 9           | 0          |
| I. Lewczuk     | 7        | 0       | 3           | 0          | -                                 | -                                 | -                                 | -                                 | 2             | 0             | 1             | 0             | 9        | 0      | 4           | 0          |
| Malcom         | 36       | 13      | 2           | 0          | 1+0                               | 0                                 | 1+0                               | 0                                 | 2             | 0             | 0             | 0             | 39       | 13     | 3           | 0          |
| D. Mancini     | -        | -       | -           | -          | -                                 | -                                 | -                                 | -                                 | -             | -             | -             | -             | -        | -      | -           | -          |
| O. Mandanda    | -        | -       | -           | -          | -                                 | -                                 | -                                 | -                                 | -             | -             | -             | -             | -        | -      | -           | -          |
| S. Meïté       | 18       | 1       | 0           | 0          | 1+0                               | 0                                 | 0                                 | 0                                 | -             | -             | -             | -             | 19       | 1      | 0           | 0          |
| A. Mendy       | 16       | 4       | 2           | 0          | -                                 | -                                 | -                                 | -                                 | 2             | 0             | 0             | 0             | 18       | 4      | 2           | 0          |
| Otávio         | 21       | 0       | 6           | 1          | 0                                 | 0                                 | 0                                 | 0                                 | -             | -             | -             | -             | 21       | 0      | 6           | 1          |
| Pablo          | 15       | 0       | 3           | 0          | -                                 | -                                 | -                                 | -                                 | -             | -             | -             | -             | 15       | 0      | 3           | 0          |
| T. Pellenard   | 19       | 0       | 4           | 0          | 1+1                               | 0                                 | 0                                 | 0                                 | 0             | 0             | 0             | 0             | 21       | 0      | 4           | 0          |
| M. Pereira     | 0        | 0       | 0           | 0          | -                                 | -                                 | -                                 | -                                 | -             | -             | -             | -             | 0        | 0      | 0           | 0          |
| J. Plašil      | 22       | 0       | 2           | 0          | 0+1                               | 0                                 | 0                                 | 1+0                               | 2             | 0             | 1             | 0             | 25       | 0      | 3           | 1          |
| M. Poundjé     | 20       | 0       | 5           | 0          | 1+1                               | 0                                 | 0+1                               | 0                                 | -             | -             | -             | -             | 22       | 0      | 6           | 0          |
| G. Poussin     | -        | -       | -           | -          | -                                 | -                                 | -                                 | -                                 | -             | -             | -             | -             | -        | -      | -           | -          |
| J. Prior       | 2        | -3      | 0           | 0          | 0+1                               | -2                                | 0                                 | 0                                 | 0             | -0            | 0             | 0             | 3        | -5     | 0           | 0          |
| Y. Sabaly      | 35       | 0       | 3           | 0          | 1+1                               | 0                                 | 0                                 | 1+0                               | 2             | 0             | 2             | 1             | 39       | 0      | 5           | 2          |
| Y. Sankharé    | 29       | 7       | 5           | 0          | 1+1                               | 1+0                               | 1+0                               | 0                                 | 2             | 2             | 1             | 0             | 33       | 10     | 7           | 0          |
| E. Taha        | 1        | 0       | 0           | 0          | 0+1                               | 0                                 | 0                                 | 0 -                               | -             | -             | -             |               | 2        | 0      | 0           | 0          |
| J. Toulalan    | 21       | 0       | 4           | 0          | 1+1                               | 0                                 | 0                                 | 0                                 | 2             | 0             | 0             | 0             | 25       | 0      | 4           | 0          |
| T. Touré       | 1        | 0       | 0           | 0          | -                                 | -                                 | -                                 | -                                 | 1             | 0             | 0             | 0             | 2        | 0      | 0           | 0          |
| Z. Youssouf    | 6        | 0       | 2           | 0          | 0+1                               | 0                                 | 0                                 | 0                                 | -             | -             | -             | -             | 7        | 0      | 2           | 0          |
| V. Vada        | 21       | 2       | 4           | 0          | 0+1                               | 0                                 | 0                                 | 0                                 | 1             | 0             | 0             | 0             | 23       | 2      | 4           | 0          |
| O. Verdon      | 1        | 0       | 0           | 0          | -                                 | -                                 | -                                 | -                                 | -             | -             | -             | -             | 1        | 0      | 0           | 0          |